# Heterophasia auricularis
Heterophasia auricularis là một loài chim trong họ Leiothrichidae.